# HD 130817
HD 130817，又名BD+38 2593，SAO 64344、HR 5529，是一颗恒星，视星等为6.16，位于銀經63.78，銀緯63.12，其B1900.0坐标为赤經14h 45m 11.1s，赤緯+38° 63.12′ 24″。